# Elezioni regionali in Toscana del 2000
Le elezioni regionali italiane del 2000 in Toscana si sono tenute il 16 aprile. Esse hanno visto la vittoria di Claudio Martini, sostenuto dal centro-sinistra, che ha sconfitto il candidato della Casa delle Libertà, Altero Matteoli.

## Affluenza alle urne
L'affluenza definitiva è stata pari al 74,63%, per un totale di 2.263.992 votanti su 3.033.668 cittadini elettori.
| Provincia     | Affluenza |
| ------------- | --------- |
| Toscana       | 74,63%    |
| Arezzo        | 77,08%    |
| Firenze       | 76,69%    |
| Grosseto      | 75,38%    |
| Livorno       | 73,12%    |
| Lucca         | 67,38%    |
| Massa-Carrara | 66,75%    |
| Pisa          | 76,21%    |
| Pistoia       | 74,75%    |
| Prato         | 75,32%    |
| Siena         | 79,88%    |

## Risultati
| Candidati                                                       | Candidati                                                       | Voti                                                            | %     | Liste                                | Voti      | %     | Seggi |
| --------------------------------------------------------------- | --------------------------------------------------------------- | --------------------------------------------------------------- | ----- | ------------------------------------ | --------- | ----- | ----- |
|                                                                 | Claudio Martini (Toscana Democratica) ✔️ Presidente             | 1 029 142                                                       | 49,30 | Democratici di Sinistra              | 708 750   | 36,20 | 17    |
| Partito Popolare Italiano                                       | Claudio Martini (Toscana Democratica) ✔️ Presidente             | 1 029 142                                                       | 49,30 | 71 195                               | 3,64      | 1     |       |
| I Democratici                                                   | Claudio Martini (Toscana Democratica) ✔️ Presidente             | 1 029 142                                                       | 49,30 | 64 606                               | 3,30      | 1     |       |
| Partito dei Comunisti Italiani                                  | Claudio Martini (Toscana Democratica) ✔️ Presidente             | 1 029 142                                                       | 49,30 | 59 258                               | 3,03      | 1     |       |
| Federazione dei Verdi                                           | Claudio Martini (Toscana Democratica) ✔️ Presidente             | 1 029 142                                                       | 49,30 | 42 269                               | 2,16      | 1     |       |
| Socialisti Democratici Italiani - Partito Repubblicano Italiano | Claudio Martini (Toscana Democratica) ✔️ Presidente             | 1 029 142                                                       | 49,30 | 36 413                               | 1,86      | 1     |       |
| Unione Democratici per l'Europa                                 | Claudio Martini (Toscana Democratica) ✔️ Presidente             | 1 029 142                                                       | 49,30 | 2 406                                | 0,12      | –     |       |
| Seggi assegnati alla lista regionale                            | Seggi assegnati alla lista regionale                            | Seggi assegnati alla lista regionale                            | 49,30 | 10                                   |           |       |       |
|                                                                 | Altero Matteoli (Per la Toscana)                                | 836 001                                                         | 40,05 | Forza Italia                         | 395 946   | 20,22 | 8     |
| Alleanza Nazionale                                              | Altero Matteoli (Per la Toscana)                                | 836 001                                                         | 40,05 | 291 200                              | 14,87     | 5     |       |
| Centro Cristiano Democratico                                    | Altero Matteoli (Per la Toscana)                                | 836 001                                                         | 40,05 | 40 692                               | 2,08      | 1     |       |
| Cristiani Democratici Uniti                                     | Altero Matteoli (Per la Toscana)                                | 836 001                                                         | 40,05 | 40 476                               | 2,07      | 1     |       |
| Partito Socialista - Socialdemocrazia                           | Altero Matteoli (Per la Toscana)                                | 836 001                                                         | 40,05 | 11 956                               | 0,61      | –     |       |
| Lega Nord                                                       | Altero Matteoli (Per la Toscana)                                | 836 001                                                         | 40,05 | 11 256                               | 0,57      | –     |       |
| Movimento Autonomista Toscano                                   | Altero Matteoli (Per la Toscana)                                | 836 001                                                         | 40,05 | 2 176                                | 0,11      | –     |       |
| Liberal Sgarbi - I Libertari                                    | Altero Matteoli (Per la Toscana)                                | 836 001                                                         | 40,05 | 853                                  | 0,04      | –     |       |
| Seggio assegnato al candidato presidente classificatosi secondo | Seggio assegnato al candidato presidente classificatosi secondo | Seggio assegnato al candidato presidente classificatosi secondo | 40,05 | 1                                    |           |       |       |
|                                                                 | Niccolò Pecorini                                                | 159 862                                                         | 7,66  | Partito della Rifondazione Comunista | 131 471   | 6,71  | 2     |
|                                                                 | Gianfranco Dell'Alba                                            | 49 358                                                          | 2,36  | Lista Emma Bonino                    | 40 496    | 2,07  | –     |
|                                                                 | Paolo Vecchi                                                    | 12 950                                                          | 0,62  | Partito Umanista                     | 6 722     | 0,34  | –     |
| Totale                                                          | Totale                                                          | 2 087 313                                                       | 100   |                                      | 1 958 141 | 100   | 50    |

## Consiglieri eletti
| Collegio           | Lista                                                           | Eletto                   |
| ------------------ | --------------------------------------------------------------- | ------------------------ |
| Collegio regionale | Toscana Democratica                                             | Claudio Martini          |
| Collegio regionale | Toscana Democratica                                             | Anna Annunziata          |
| Collegio regionale | Toscana Democratica                                             | Marisa Nicchi            |
| Collegio regionale | Toscana Democratica                                             | Erasmo D'Angelis         |
| Collegio regionale | Toscana Democratica                                             | Lucia Franchini          |
| Collegio regionale | Toscana Democratica                                             | Gino Frosini             |
| Collegio regionale | Toscana Democratica                                             | Alberto Monaci           |
| Collegio regionale | Toscana Democratica                                             | Riccardo Nencini         |
| Collegio regionale | Toscana Democratica                                             | Francesco Pifferi        |
| Collegio regionale | Toscana Democratica                                             | Fabio Roggiolani         |
| Collegio regionale | Per la Toscana                                                  | Altero Matteoli          |
| Firenze            | Democratici di Sinistra                                         | Varis Rossi              |
| Firenze            | Democratici di Sinistra                                         | Carlo Melani             |
| Firenze            | Democratici di Sinistra                                         | Paolo Cocchi             |
| Firenze            | Democratici di Sinistra                                         | Filippo Fossati          |
| Firenze            | Democratici di Sinistra                                         | Riccardo Conti           |
| Firenze            | Forza Italia                                                    | Paolo Bartolozzi         |
| Firenze            | Forza Italia                                                    | Denis Verdini            |
| Firenze            | Alleanza Nazionale                                              | Achille Totaro           |
| Firenze            | Partito della Rifondazione Comunista                            | Giovanni Barbagli        |
| Firenze            | Partito Popolare Italiano                                       | Angelo Passaleva         |
| Firenze            | I Democratici                                                   | Federico Gelli           |
| Firenze            | Partito dei Comunisti Italiani                                  | Luciano Ghelli           |
| Firenze            | Federazione dei Verdi                                           | Tommaso Franci           |
| Firenze            | Centro Cristiano Democratico                                    | Marco Carraresi          |
| Firenze            | Cristiani Democratici Uniti                                     | Franco Banchi            |
| Firenze            | Socialisti Democratici Italiani - Partito Repubblicano Italiano | Pieraldo Ciucchi         |
| Arezzo             | Democratici di Sinistra                                         | Ilio Pasqui              |
| Arezzo             | Democratici di Sinistra                                         | Bruna Giovannini Cirinei |
| Arezzo             | Forza Italia                                                    | Lorenzo Zirri            |
| Arezzo             | Alleanza Nazionale                                              | Maurizio Bianconi        |
| Grosseto           | Democratici di Sinistra                                         | Loriano Valentini        |
| Livorno            | Democratici di Sinistra                                         | Virgilio Simonti         |
| Livorno            | Democratici di Sinistra                                         | Andrea Manciulli         |
| Livorno            | Forza Italia                                                    | Leopoldo Provenzali      |
| Livorno            | Partito della Rifondazione Comunista                            | Mario Ricci              |
| Lucca              | Forza Italia                                                    | Maurizio Dinelli         |
| Lucca              | Democratici di Sinistra                                         | Enrico Cecchetti         |
| Lucca              | Alleanza Nazionale                                              | Giuliana Loris Baudone   |
| Pisa               | Democratici di Sinistra                                         | Enrico Rossi             |
| Pisa               | Democratici di Sinistra                                         | Alfonso Lippi            |
| Pisa               | Forza Italia                                                    | Piero Pizzi              |
| Pisa               | Alleanza Nazionale                                              | Virgilio Luvisotti       |
| Pistoia            | Democratici di Sinistra                                         | Agostino Fragai          |
| Pistoia            | Forza Italia                                                    | Ida Briganti             |
| Pistoia            | Alleanza Nazionale                                              | Fabio Pacini             |
| Prato              | Democratici di Sinistra                                         | Massimo Bellandi         |
| Prato              | Forza Italia                                                    | Roberto Caverni          |
| Siena              | Democratici di Sinistra                                         | Sirio Bussolotti         |
| Siena              | Democratici di Sinistra                                         | Alessandro Starnini      |